# Nash 400

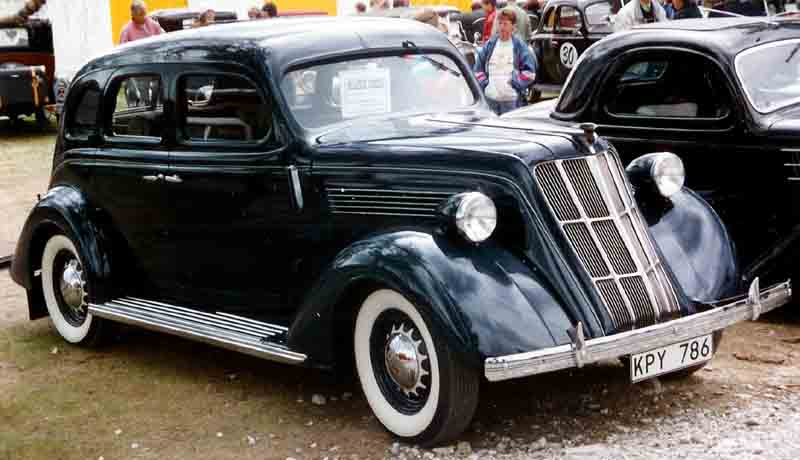
Nash 400 Limousine 4 Türen Modell 3640 (1936)

Der Nash 400 war eine Baureihe von Sechszylinder-PKWs der Nash Motors Company in Kenosha. Sie wurde nur im Modelljahr 1936 gefertigt und reihte sich zwischen die kleineren LaFayette-Modelle und die größeren Ambassador-Modelle ein.

## 400
Der am 20. Mai 1935 eingeführte 400, Modell 3640, hatte ein Fahrgestell mit 2.972 mm Radstand. Er besaß einen seitengesteuerten (sv) Sechszylinder-Reihenmotor mit 3.848 cm³ Hubraum (Bohrung × Hub = 85,7 mm × 111,1 mm), der 90 bhp (66 kW) bei 3.400/min abgab. (Zum Vergleich: Der Ambassador Six dieses Jahres hatte einen genau gleich großen Motor mit hängenden Ventilen (ohv). Dieser leistete 93 bhp (68 kW) bei 3.400/min). Die Antriebs- und Bremsenkomponenten (Einscheiben-Trockenkupplung, 3-Gang-Getriebe mit Mittelschaltung, Hinterradantrieb, hydraulische Bremsen an allen vier Rädern) entsprachen den anderen Nash-Modellen. Es gab verschiedenste offene und geschlossene Aufbauten mit 3 bis 6 Sitzplätzen.
Dieses Modell war der erste Nash, dessen Ansaugverteiler in den Motorblock eingegossen war. Ebenfalls als erster Nash hatte der 400 eine einteilige, hinten angeschlagene Motorhaube (Alligatorhaube). Seine Hauptscheinwerfer saßen nicht mehr an den Seiten des Kühlergrills, sondern auf den vorderen Kotflügeln. Der Kühlergrill bestand aus gepresstem Stahlblech mit vertikalen Stäben. Der Wagen hatte ein Fließheck ohne Kofferraumklappe.

## 400 DeLuxe
Der 400 DeLuxe, Modell 3640A wurde am 15. Oktober 1935 vorgestellt. Technisch entsprach er dem 400, hatte aber einen Kühlergrill mit verchromten, senkrechten Stäben und eine geteilte Motorhaube, die in der Mitte angeschlagen war, sowie eine bessere Ausstattung.
1937 wurden beide Modelle durch den Nash LaFayette 400 ersetzt.